# Bacteris oxidants de l'hidrogen
Els bacteris oxidants de l'hidrogen (també anomenats bacteris Knallgas) són bacteris quimiolitoautotròfics que obtenen energia mitjançant l'oxidació de l'hidrogen. L'acceptor final d'electrons és una molècula d'oxigen. La reacció simplement es procedeix com segueix:
{\displaystyle \mathrm {2H_{2}+\ O_{2}\longrightarrow \ 2H_{2}O+\ Q} },
és a dir. oxidar l'hidrogen i reduir l'oxigen per formar aigua. Aquesta reacció es produeix en presència d'un enzim especial, la deshidrogenasa.
Els bacteris de l'hidrogen són sovint espècies no relacionades entre si que només tenen en comú que s'especialitzen en aquest tipus de producció d'energia. Si hi ha escassetat d'hidrogen, són capaços de fer una dieta heteròtrofa i, per tant, se'ls anomena quimioautòtrofs facultatius, ja que la quimiolitotròfia és opcional. Entre els bacteris de l'hidrogen s'inclouen Hydrogenobacter thermophilus, Hydrogenovibrio marinus i Helicobacter pylori. Trobem bacteris gram negatius i gram positius. Sovint s'han relacionat amb ambients amb poc oxigen (microaerofília) perquè aquest inhibeix l'activitat de la deshidrogenasa (tot i que cal com un acceptor d'electrons).